# Esterházy Antal (autóversenyző)
Galántai Esterházy Antal herceg (teljes nevén Esterházy Antal Mária; Léka, 1903. július 22. – Sárisáp, 1944. december 31.) az Esterházy család hercegi ágának tagja. Élete nagy részét a sport és a kalandok töltötték ki. Sógora és útitársa volt az angol betegként elhíresült Almásy Lászlónak. Önkéntesként harcolt a második világháborúban.

## Élete
Szülei második gyermekeként született. Édesanyját hétéves korában vesztette el. A gimnáziumot Pesten a piaristáknál kezdte, Sopronban a bencéseknél folytatta, majd visszatért a pesti iskolájába. Diplomát a Magyaróvári Magyar Királyi Gazdasági Akadémián szerzett.
Még nem volt 17 éves, amikor apja is meghalt, és a vagyon nagyobb részét elsőszülöttként a bátyja örökölte. Esterházy Antalnak a család ozorai birtoka jutott, amely a közreműködése nélkül is biztosította megélhetését. Gondtalanul élhetett a szenvedélyeinek.
Gyakran Almásy László társaságában kalandozott: síelni, vadászni jártak, és afrikai autós túrákon vettek részt. Sok időt töltött lovaglással és vitorlázással is.
Szenvedélye volt az autóversenyzés is. Mercedes-Benzzel és Bugattival versenyzett. Egy bukás során megsérült; felépült ugyan, de többé nem versenyzett, hanem ozorai birtokára vonult vissza, ahol családot alapított.
A második világháborúban 1941-től önkéntes karpaszományos őrmesterként harcolt. Részt vett a Don-kanyari csatákban egy páncélos egység tagjaként.

## Halála
A háborúból hazatérve német tisztek többedmagával arra kérték, hogy vezesse ki őket Budapestről Komáromig. Itt leszerelték, és gyalog indult haza, de az 1944. december 25-én délben elfoglalt Sárisáp környékén elérte a front, és ismeretlen körülmények között halálos lövést kapott. A család csak késve értesült haláláról.
Előbb Kismartonban temették el, de az ottani kripta beázott, ezért 2019-ben a fertődi családi sírdombra vitték át a holttestét.